# Complete of B.B.QUEENS at the BEING studio
『complete of B.B.QUEENS at the BEING studio』（コンプリート・オブ・ビー.ビー.クィーンズ・アット・ザ・ビーイング・スタジオ）は、2002年11月25日にB-Gram RECORDSから発売された、B.B.クィーンズのベスト・アルバムである。

## 内容
- B.B.クィーンズのシングル曲、アルバム曲、そして未発表音源の「ジングルベル」を含む、ベスト・セレクション的なアルバムである。
- 全曲リマスタリング。ライナーノーツ付き。スペシャルBOX仕様。
- 18曲目「ジングルベル」は、2ndアルバム『Party』の製作段階でレコーディングされたが、アルバムの企画変更により収録には至らなかった音源である。

- 2012年9月26日に価格を1680円に改めた再発盤が期間限定で発売された。

## 収録曲
| #         | タイトル                                      | 作詞         | 作曲       | 編曲                                | 時間  |
| --------- | --------------------------------------------- | ------------ | ---------- | ----------------------------------- | ----- |
| 1.        | 「おどるポンポコリン」                        | さくらももこ | 織田哲郎   | 織田哲郎                            | 3:11  |
| 2.        | 「ギンギラパラダイス」                        | 長戸大幸     | 織田哲郎   | 織田哲郎                            | 3:16  |
| 3.        | 「夢のENDはいつも目覚まし!」                  | 長戸大幸     | 織田哲郎   | 織田哲郎                            | 3:11  |
| 4.        | 「キスの途中」                                | 秋元康       | 織田哲郎   | 織田哲郎                            | 4:16  |
| 5.        | 「ぼくらの七日間戦争〜Seven Days Dream〜」    | 長戸大幸     | 織田哲郎   | 織田哲郎                            | 3:45  |
| 6.        | 「ドレミファだいじょーぶ」                    | 長戸大幸     | 織田哲郎   | 織田哲郎                            | 3:38  |
| 7.        | 「We Are B.B.クィーンズ」                     | 坪倉唯子     | 坪倉唯子   | 大堀薫                              | 3:22  |
| 8.        | 「星の物語」                                  | 森山進治     | 長戸大幸   | 大堀薫                              | 4:09  |
| 9.        | 「Love…素敵な僕ら'97」                        | 亜蘭知子     | 望月衛介   | 寺尾広                              | 4:14  |
| 10.       | 「ないしょだよ」                              | 近藤房之助   | 近藤房之助 | 明石昌夫 コーラスアレンジ：坪倉唯子 | 3:58  |
| 11.       | 「しょげないでよ Baby」                       | 高樹沙耶     | 織田哲郎   | 織田哲郎                            | 3:44  |
| 12.       | 「キラキラの夏 (大好きなこと)」               | 亜蘭知子     | 栗林誠一郎 | 明石昌夫                            | 4:01  |
| 13.       | 「きみにコケッコッコー!」                     | 亜蘭知子     | 織田哲郎   | 織田哲郎                            | 3:51  |
| 14.       | 「I Remember You」                            | 川島だりあ   | 栗林誠一郎 | 寺尾広                              | 5:17  |
| 15.       | 「ココナッツに夢心地」                        | 川島だりあ   | 増崎孝司   | 増崎孝司                            | 4:40  |
| 16.       | 「ゆめいっぱい (B.B.クィーンズ・バージョン)」 | 亜蘭知子     | 織田哲郎   | 中島正雄                            | 3:36  |
| 17.       | 「赤とんぼ」                                  | 三木露風     | 山田耕筰   | 中島正雄                            | 3:26  |
| 18.       | 「ジングルベル ＜Premium Track＞」            | J.PIERPONT   | J.PIERPONT |                                     | 1:52  |
| 合計時間: | 合計時間:                                     | 合計時間:    | 合計時間:  | 合計時間:                           | 67:27 |